# 中村香織 (ゴルファー)
中村 香織（なかむら かおり、1986年10月1日 - ）は、京都府京都市出身の日本の女子プロゴルファー。所属フリー。ツアー競技からは撤退しティーチングプロとして活動している。

## 略歴
小学生時代は器械体操の選手としてアテネオリンピックのジュニア強化選手も選ばれており、段違い平行棒では全国大会優勝も果たした。
その後、腰の怪我により体操競技を断念、父の薦めにより12歳からゴルフを始めた。
アマチュア時代の主なゴルフの成績として2004年「関西ジュニアゴルフ選手権競技」（女子15～17歳の部）優勝等がある。
立命館大学を中退してプロテスト受験を決意、2007年に日本女子プロゴルフ協会（LPGA）最終プロテストに合格しLPGA79期生となる。
2009年10月のステップ・アップ・ツアー「PAR72/Shot Naviレディス」で下部ツアーながらプロ初優勝。
2013年にはLPGAツアー5戦でトップ10入りし、年間獲得賞金ランキング37位でシード権を獲得、しかし以降はシード権獲得はならなかった。
2015年にはLPGAツアーと並行してステップ・アップ・ツアーにも参戦し2勝をあげるが、同年末にツアーからの撤退を表明。
その後結婚し、2016年9月に出産していたことが一ノ瀬優希のブログで明らかになった。
2017年6月よりティーチングプロとして活動を開始した。